# Muchotrzew polny
Muchotrzew polny (Spergularia rubra) – gatunek rośliny należący do rodziny goździkowatych. Występuje w Azji, Europie i Afryce Północnej. W Polsce jest dość pospolity.

## Morfologia

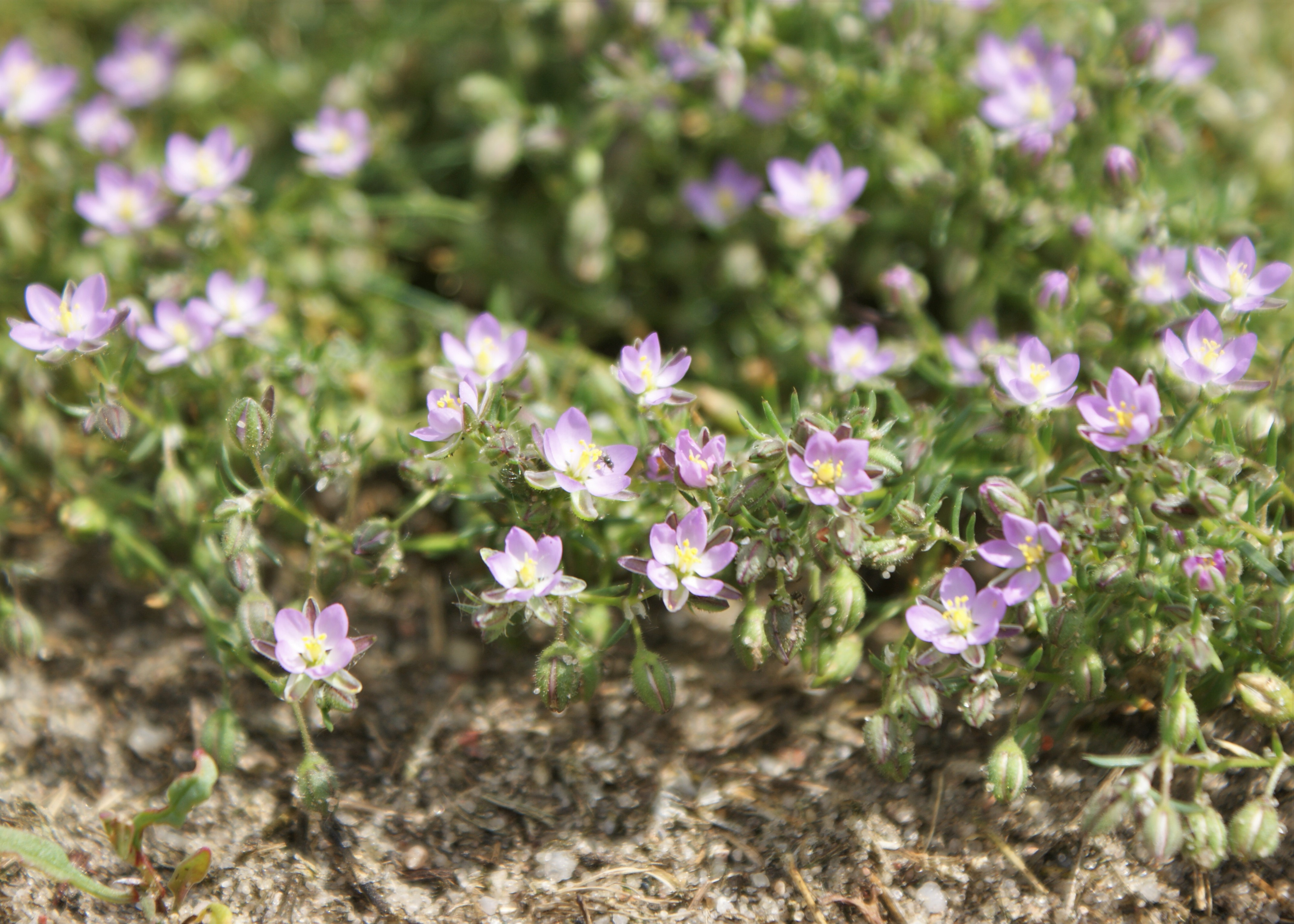
Pokrój

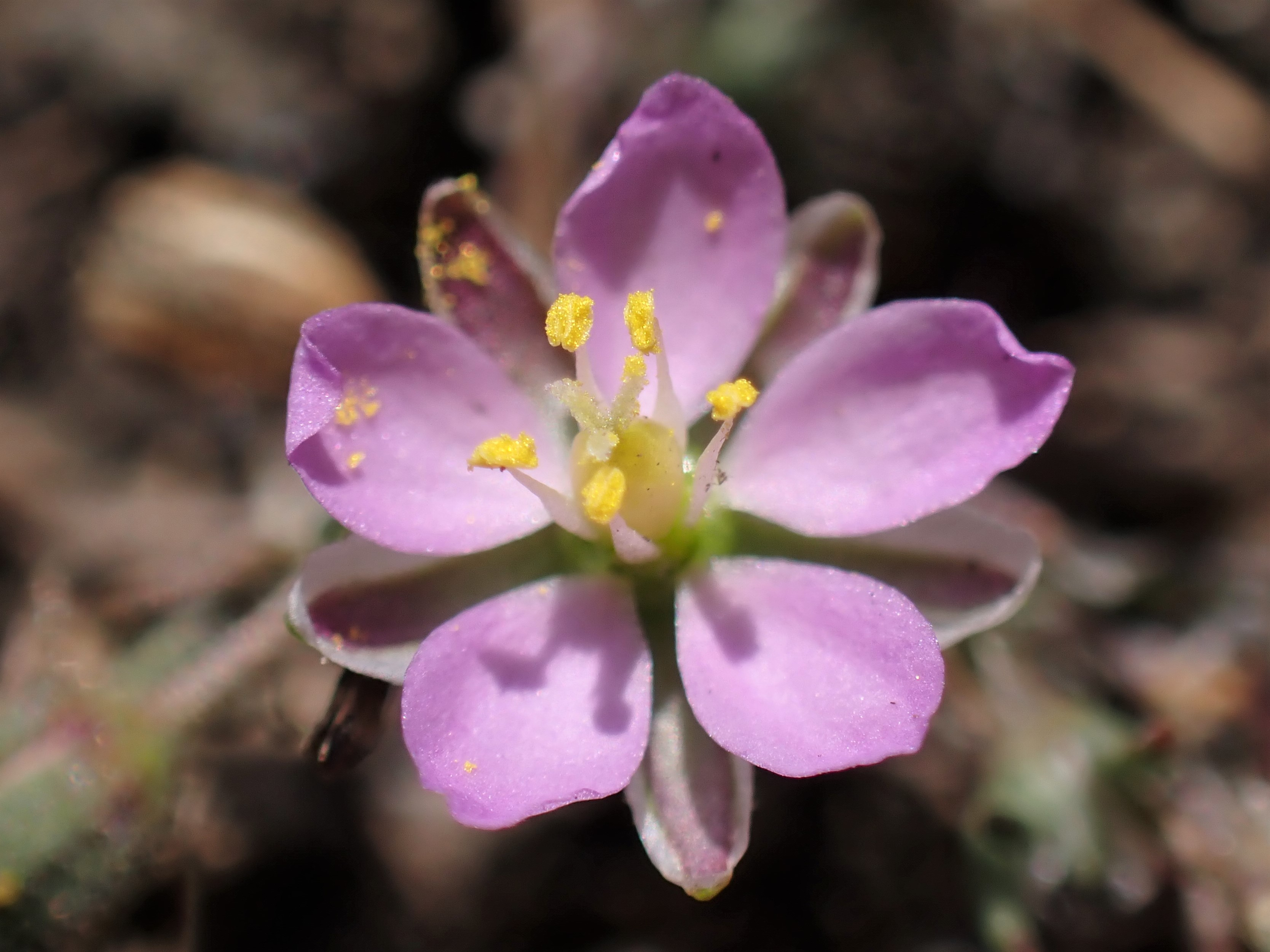
Kwiat

PokrójDrobna roślinka o pełzających, cienkich pędach.
ŁodygaPłożąca się, lub podnosząca o wysokości 5–15 cm.
LiścieDrobne, obustronnie płaskie, prawie nitkowate, zakończone ością. Występują trwałe, podługowate lub jajowate i połyskujące przylistki. Podsadki są co najwyżej dwukrotnie krótsze od szypułki
KwiatyPojedynczo na szczytach pędów. Kielich o tępych, zielonych i wąsko obłonionych działkach. Różowe płatki korony o długości 3–4 mm, 10 pręcików i 1 słupek powstający z 3 owocolistków i posiadający 3 szyjki.
OwocTrójkątnie-jajowata torebka o długości kielicha i otulona jego działkami. Nasiona brunatne, 4-kanciaste, pomarszczone.

## Biologia i ekologia
Roślina jednoroczna, ale w uprawach czasami zimuje, hemikryptofit. Porasta przydroża, brzegi wód, miedze, obrzeża pól i pola uprawne (chwast), szczególnie na glebach piaszczystych i ubogich w wapń. Kwitnie od maja do września. Zawiera saponiny. W medycynie ludowej był rośliną leczniczą. W klasyfikacji zbiorowisk roślinnych gatunek charakterystyczny dla związku (All.) Radiolon linoidis, Ass. Spergulario-Illecebretum.

## Zmienność
- Tworzy mieszańce z muchotrzewem solniskowym[4].
- Występuje w 3 odmianach.